# The Juliana Theory
The Juliana Theory est un groupe de rock américain, originaire de Greensburg et Latrobe, en Pennsylvanie. Ils signent au label Tooth & Nail Records, et plus tard avec Epic Records pour la sortie de l'album Love. Ils comptent quatre albums studio avant leur séparation en 2006. Le groupe s'est réuni deux fois depuis ; une fois en 2010 pour huit concerts, et une autre en 2017 pour une tournée spéciale 20 ans.

## Biographie

### Formation
The Juliana Theory est formé en 1997 par Joshua Fiedler et Neil Hebrank (ex-Noisome), accompagnés de Chad Monticue (ex-Pensive), Jeremiah Momper, et Brett Detar. Detar et Monticue sont amis d'enfance, et Fiedler rencontrera Detar sur les bancs de l'école. Les membres forment The Juliana Theory en 1997 comme projet parallèle. « On avait lancé le projet juste pour rire », se rappelle Detar. « Puis on a progressivement commencé à aimer ce qu'on faisait au sein de The Juliana Theory, plus que la musique qu'on faisait dans nos groupes respectifs. Finalement, on en a fait notre groupe principal. » Selon une interview avec le Tapout Zine, il n'y aucun réel concept derrière le nom du groupe. Dans une autre interview, le chanteur Brett Detar explique au Los Angeles Times que le nom du groupe est « vraiment débile », ajoutant que : « on va dire ça : chaque groupe possède son nom, et ça le reste pour le meilleur et pour le pire. »
Ils jouent leur premier concert au Saint Vincent College, puis avec Brandon Ebel de Tooth & Nail Records au Cornerstone Festival. Un split EP avec le groupe Dawson High, publié au label Arise Records, marque les débuts du groupe sur disque. Peu après, The Juliana Theory signe un contrat de plusieurs albums avec Tooth & Nail Records.

### Période Tooth & Nail
Après plusieurs tournée, ils signent avec Tooth & Nail Records. Au label, The Juliana Theory publie son premier album studio, Understand this is a Dream, le 23 mars 1999. À cette période, Joshua Kosker, à l'origine du groupe Dawson High, remplace Momper à son départ du groupe après la sortie de l'album. L'année suivante, The Juliana Theory et Tooth & Nail publient l'album Emotion Is Dead (2000). Ensemble, ces albums se vendent à 130 000 exemplaires.
Après la sortie de Emotion Is Dead, des tensions entre Tooth & Nail et The Juliana Theory se font ressentir en termes de création et publicité. « Tout ce qu'on leur demandait de faire ils ne le faisaient pas où ne pouvaient pas. En fait, tout ce qu'on demandait faisait partie du protocole du label. » Le groupe quitte peu après le label.

### Période Epic
En 2001, The Juliana Theory signe un contrat avec Epic/Sony. Des dates au Warped Tour s'ensuivent la même année. Le 23 octobre 2001, The Juliana Theory publie six nouvelles chansons sous le titre de l'EP Music from Another Room chez Tooth & Nail Records. Un changement de formation se fait avec le départ du batteur Neil Hebrank, remplacé par Josh « Chip » Walters avant l'enregistrement de Love, leur troisième album, pour Epic Records.
Enregistré dans plusieurs endroits en Californie et aussi au home studio de Brett à Greensburg, en Pennsylvanie, Love est produit par Jerry Harrison des Talking Heads (Live et No Doubt. Love sera très peu diffusé à la radio. Mais le groupe entame une tournée de 260 dates pendant l'année, et l'album atteint la 71e place du Billboard 200, restant dans le classement pendant cinq semaines.
Pendant la sortie de Love, le groupe effectue une tournée en tête d'affiche avec Something Corporate pour quatre dates comme à New York, Los Angeles, et d'autres villes entre. Entre janvier et mars 2003, The Juliana Theory etd Something Corporate partagent la scène avec Vendetta Red.
En 2003, Brett Detar partage ses pensées concernant la période du groupe chez Sony. « Ce n'est pas aussi bien qu'on l'avait espéré », explique-t-il. « Nous n'avons jamais vraiment passé de bon moment dans aucune une maison de disques où nous avons été. » Le groupe se sépare ensuite d'Epic Records après la sortie de Love, et signe avec Rykodisc.

### Paper Fist et séparation
Après sa séparation d'Epic Records, le groupe lance finalement une division au label Abacus Recordings, appelée Paper Fist, (en référence à la chanson To the Tune of 5,000 Screaming Children). Leur quatrième album, Deadbeat Sweetheartbeat, est publié le 13 septembre 2005.Deadbeat Sweetheartbeat est produit et enregistré par John Travis et coproduit par le chanteur Brett Detar. L'album est enregistré aux Seedy Underbelly Studios, Valley Village, Californie, entre novembre et décembre 2004, et au Studio 66 de Greensburg, en Pennsylvanie entre décembre 2004 et janvier 2005.
Le 9 février 2006, le groupe annonce sa séparation. Cette séparation est causée par des problèmes liés aux labels Tooth and Nail et Epic.

### Retour
Le 14 décembre 2009, le groupe annonce deux concerts de réunion en été 2010 pour célébrer le dixième anniversaire de l'album Emotion Is Dead. Le 25 janvier 2010, un concert est annoncé au Highline Ballroom pour le vendredi 20 août 2010. Le groupe y joue Emotion Is Dead et ses meilleures chansons. En août 2010, le groupe publie un album de faces B et raretés composés de 28 chansons uniquement en téléchargement payant.
Le 17 avril 2017, le groupe annonce une tournée spéciale 20 ans. La tournée se fera de passage au Vans Warped Rewind at Sea, du 28 octobre au 1er novembre 2017.

## Membres

### Derniers membres
- Brett Detar – chant, guitare, claviers, programmation (1997–2006, 2010, 2017)
- Chad Alan – basse, chœurs (1997–2006, 2010, 2017)
- Joshua Fiedler – guitare, chœurs (1997–2006, 2010, 2017)
- Joshua Kosker – guitare, chœurs (1999–2006, 2010, 2017)
- Josh « Chip » Walters – batterie (2001–06, 2010, 2017)

### Anciens membres
- Jeremiah Momper – guitare (1997–1999)
- Neil Hebrank – batterie (1997–2001)

## Discographie

### Albums studio
- 1999 : Understand This Is a Dream[19],[5]
- 2000 : Emotion is Dead[20]
- 2003 : Love[21]
- 2005 : Deadbeat Sweetheartbeat[12]

### Albums live
- 2003 : Live 10.13.2001[22]
- 2006 : Troubadour – West Hollywood Ca 11/3/05[23]
- 2006 : Scrappy's – Tucson Az 11/8/05[24]
- 2006 : Numbskull – San Luis Obispo Ca 11/2/05[25]
- 2006 : Neckbeard's – Tempe Az 11/7/05[26]
- 2006 : Chain Reaction – Anaheim Ca 11/5/05[27]

### EP
- 2001 :  Music from Another Room[28]

### Compilations
- 2006 : A Small Noise[29]
- 2010 : 28 B-Sides and Rarities[30]

### Splits
- 1998 : The Juliana Theory / Dawson High Split[21]
- 2000 : The Juliana Theory / Onelinedrawing / The Grey AM 3 Way Split[21]

### Singles
- 2001 : Understand the Dream Is Over
- 2002 : Do You Believe Me?

### Autres
- 2002 : Bring It Low[31]
- 2005 :Can't Suspend It (sur MTV Road Rules: Don't Make Me Pull This Thing Over – Volume 1)[32]